# Hechos 18

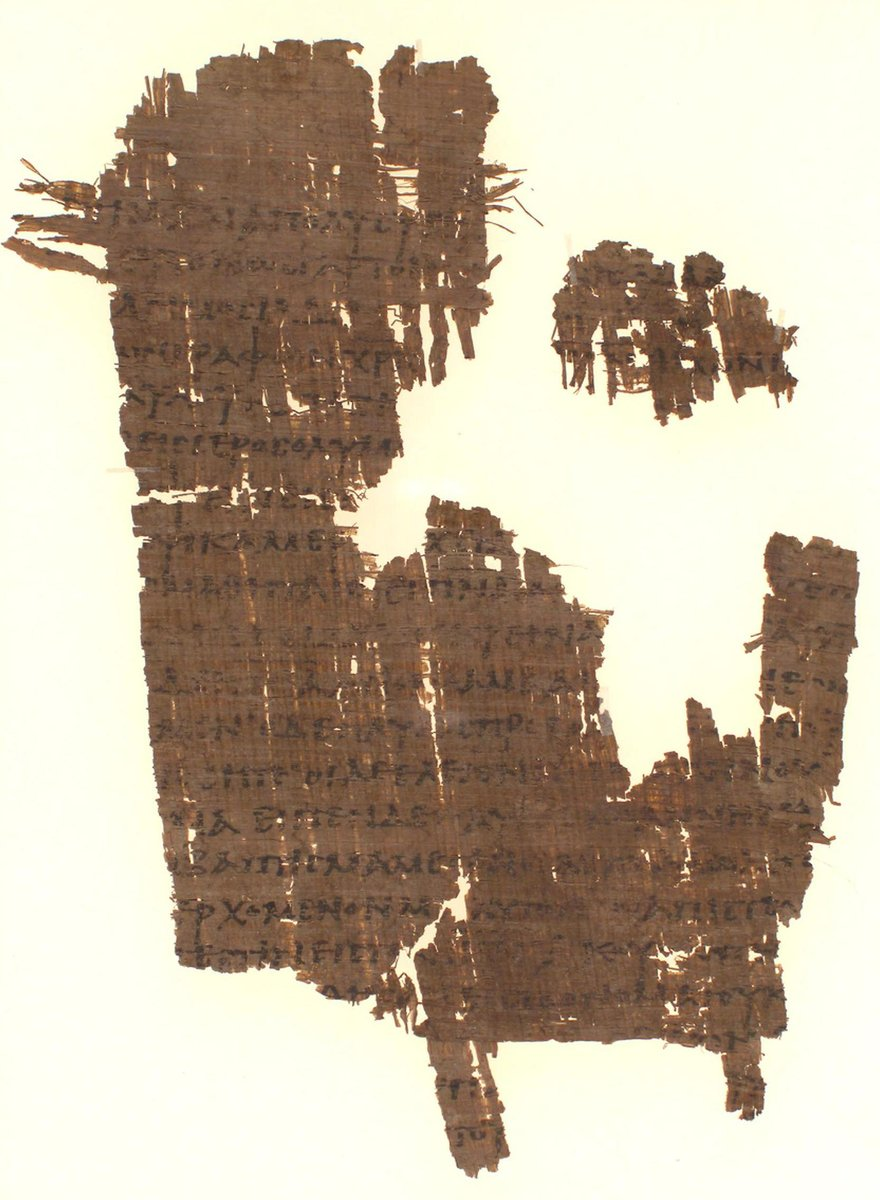
Hechos 18:27-19:6 en el lado recto del Papiro 38, escrito hacia el año 250 d.C.

Hechos 18 es el decimoctavo capítulo de los Hechos de los Apóstoles del Nuevo Testamento de la Biblia cristiana. Registra la parte final del segundo viaje misionero del apóstol Pablo, junto con Silas y Timoteo, y el comienzo del tercer viaje misionero. El autor dellibro que contiene este capítulo es anónimo, pero la tradición cristiana primitiva afirmó uniformemente que Lucas compuso este libro así como el Evangelio de Lucas.

## Texto
El texto original fue escrito en griego koiné. Este capítulo está dividido en 28 Versículos.

### Testigos textuales
Algunos manuscritos tempranos que contienen el texto de este capítulo son:
- Papiro 38 (c. 250 d. C.)
- Codex Vaticanus (325-350)
- Codex Sinaiticus (330-360)
- Codex Bezae (c. 400)
- Codex Alexandrinus (400-440)
- Codex Laudianus (c. 550)

## Localizaciones
Este capítulo menciona los siguientes lugares (por orden de aparición):
- Atenas
- Corinto
- Ponto
- Italia
- Roma
- Macedonia
- Aquea
- Céncreas
- Éfeso
- Caesarea
- Antioquía
- Galacia
- Frigia
- Alejandría

Para más información sobre el segundo y tercer viaje misionero de Pablo y el intervalo que pasó en Corinto entre ellos, véase Pablo Apóstol#Segundo viaje misionero y secciones posteriores.

## Cronología
Esta parte del segundo viaje misionero de Pablo tuvo lugar hacia el año 50-52 d. C., en la época en que Galión era procónsul de Acaya.

## Corinto (versículos 1-11)
Esta parte registra la fundación de la iglesia en Corinto, que era el centro administrativo de la provincia romana de Acaya y que se convertiría en un importante centro para la misión de Pablo. Lucas señala el primer encuentro de Pablo con Aquila y Priscila (versículo 2), que se convertirían en sus importantes asociados, bien conocidos por la iglesia corintia (1 Corintios 16:19; cf. Romanos 16:3-4).

### Versículo 1
Después de estas cosas, Pablo partió de Atenas y se dirigió a Corinto.
Pablo viajó de Atenas a Corinto, una distancia de unos 82 kilómetros (51,0 mi) en las carreteras modernas.

### Versículo 2
Y encontró a cierto judío llamado Aquila, natural del Ponto, que acababa de llegar de Italia con su esposa Priscila (porque Claudio había ordenado a todos los judíos que se marcharan de Roma); y se acercó a ellos.
El nombre Aquila es una palabra latina. J. R. Lumby señala que «no es probable que éste fuera el nombre nombre judío de este hombre, sino que, como era costumbre entre los judíos, probablemente había asumido un nombre romano durante su estancia en Italia y en sus relaciones con los gentiles». En los escritos de historiadores romanos aparecen referencias a la acción del emperador romano Claudio (en el cargo 41-54 d. C.) de ordenar «a todos los judíos que se fueran de Roma». Suetonio (c. 69 d. C. - c. 122 d. C.) y Dion Casio (c. 150 d. C. - c. 235), y del autor cristiano del siglo V Paulo Orosio. Los eruditos coinciden en general en que estas referencias se refieren al mismo incidente que este Versículo.

### Versículo 3
y como era fabricante de tiendas como ellos, se quedó y trabajó con ellos'
El oficio de Pablo como fabricante de tiendas se menciona aquí por primera vez.

### Versículo 5
Cuando Silas y Timoteo habían llegado de Macedonia, Pablo fue impulsado por el Espíritu, y testificó a los judíos que Jesús es el Cristo.
Alexander sugiere que Lucas «puede haber simplificado» el relato de la misión de Pablo en Corinto, ya que sigue una secuencia conocida (versículos 4-5). Para «Silas y Timoteo», véase 3:1, 3:6. El sentido imperativo de «el Espíritu» refleja la redacción del Textus Receptus (griego: συνειχετο τω πνευματι, syneicheto tō pneumati) que la Nueva Biblia del rey Jacobo señala que podría escribirse en mayúsculas como «el Espíritu» o leerse como «su espíritu».  Otros textos griegos leen συνειχετο τω λογω (syneicheto tō logō, «constreñido por la palabra»). Heinrich Meyer sostiene que τῷ λόγῳ es «original» y fue desplazado por τῷ πνεύματι.

### Versículos 9-10
Y el Señor le dijo a Pablo una noche en una visión: «No temas, sigue hablando y no calles, 10 porque yo estoy contigo, y nadie te atacará para hacerte daño, porque tengo muchos en esta ciudad que son mi pueblo»
- «Visión»: En todo el libro, una visión indicará hacia dónde se dirigen los acontecimientos (véase Hechos 10:9-16 y 16:9-10).[17]
- «Atacar»: o «poner sobre, poner la mano encima»; «asalto» es un equivalente inglés contemporáneo muy próximo al significado del original.[18]

### Comentarios
Pablo llegó a Corinto después de su predicación en Atenas, probablemente desanimado y con pocos recursos económicos. En su propia epístola a los corintios, menciona que se presentó «débil, con temor y mucho temblor» (1 Co 2,3-4), reconociendo que su predicación no se apoyaba en palabras sabias, sino en el poder del Espíritu Santo. Corinto era una ciudad comercial y cosmopolita, ubicada en un punto estratégico entre dos golfos, lo que la convertía en un centro de tránsito marítimo. Sin embargo, su ambiente moral era degradado, con costumbres relajadas y el culto lujurioso a la diosa Afrodita. Este contexto parecía hostil para el mensaje del Evangelio, pero Pablo confió en que la Palabra de Dios podía transformar incluso los corazones más alejados. Durante su misión en Corinto, Pablo recibió apoyo de Aquila y Priscila, un matrimonio cristiano que se convirtió en colaboradores cercanos en la evangelización. Ellos acompañaron a Pablo a Éfeso y luego regresaron a Roma, siendo ejemplo de compromiso apostólico. A pesar del ambiente adverso, Pablo confió en el poder del Espíritu Santo y logró fundar u|na comunidad cristiana en Corinto.

También la fe y la misión evangelizadora de la familia cristiana posee esta dimensión misionera católica. El sacramento del Matrimonio, que plantea con nueva fuerza el deber arraigado en el Bautismo y en la Confirmación de defender y difundir la fe, constituye a los cónyuges y padres cristianos en testigos de Cristo hasta los últimos confines de la tierra (Hch 1,8) (…). Así como ya al principio del cristianismo Aquila y Priscila se presentaban como una pareja misionera, así también la Iglesia testimonia hoy su incesante novedad y vigor con la presencia de cónyuges y familias cristianas que (…) van a tierras de misión a anunciar el Evangelio sirviendo al hombre por amor de Jesucristo.

Claudio fue emperador los años 41-54. Su edicto que expulsaba de Roma a los judíos, mencionado también por Suetonio, es anterior al año 50. Pablo vive de su trabajo y lo hace compatible con su intensa predicación del Evangelio.

La enseñanza de Cristo acerca del trabajo, basada en el ejemplo de su propia vida durante los años de Nazaret, encuentra un eco particularmente vivo en las enseñanzas del apóstol Pablo. Éste se gloriaba de trabajar en su oficio (probablemente fabricaba tiendas), y gracias a esto podía también, como apóstol, ganarse por sí mismo el pan.

Durante su estancia de año y medio en Corinto, Pablo escribe a los tesalonicenses unas cartas exigentes en las que les exhorta a que trabajen. San Juan Crisóstomo, comentando este pasaje de Hechos, afirma:

El trabajo es el estado natural del hombre. Para él, la ociosidad no es natural. Dios ha puesto al hombre en este mundo para trabajar, y por naturaleza el alma está hecha para el movimiento y no para el reposo.

## Galión (versículos 12-17)
Tras un período relativamente tranquilo de crecimiento de la iglesia, la oposición estalla de nuevo y Pablo es llevado ante el procónsul Galión. Los procónsules sólo ocupaban el cargo durante un año, por lo que este nombre proporciona un importante indicador cronológico para la narración de Lucas, una de las fechas clave para la cronología del Nuevo Testamento.

### Versículo 12

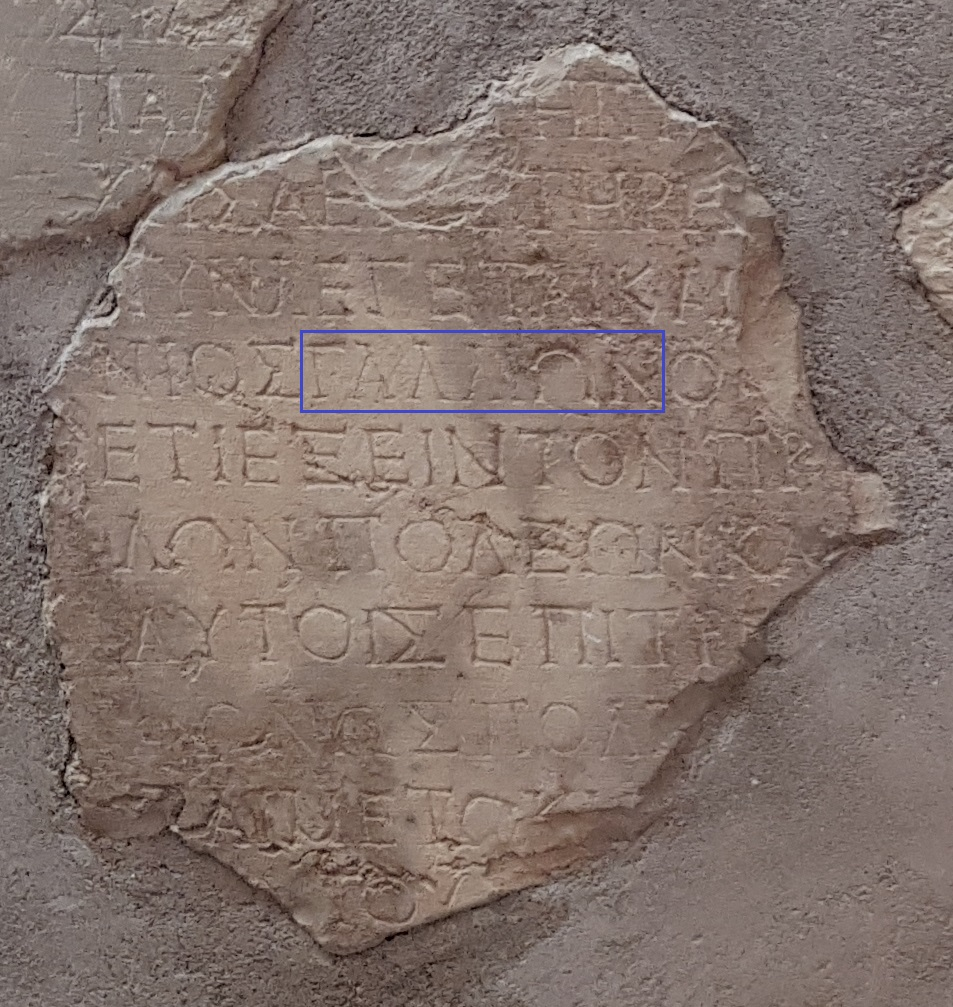
Fragmento de Inscripción de Delfos con el nombre ΓΑΛΛίΩΝ («“”Gallion“”») - Museo de Delfos

Cuando Galión era procónsul de Acaya, los judíos unánimes se levantaron contra Pablo y lo llevaron ante el tribunal, 
Galión fue un senador romano y hermano del famoso escritor Séneca. Fue procónsul de Acaya. El mandato de Galión puede fecharse con bastante exactitud entre 51-52 d. C.. La referencia al procónsul JGalión en la Inscripción de Delfos'', o Inscripción de Galión (Inscriptiones Graecae, VII, 1676; SIG, II, 801d]; 52 d.C.) Por lo tanto, los acontecimientos de Hechos 18 pueden fecharse en este período. Esto es significativo porque es la fecha más exactamente conocida de la vida de Pablo.

### Versículo 17
Entonces todos ellos agarraron a Sóstenes, el funcionario de la sinagoga, y lo golpearon delante del tribunal. Pero Galión no prestó atención a ninguna de estas cosas..
Algunas versiones se refieren a «todos los griegos». Matthew Henry afirma que la multitud que apaleó a Sóstenes estaba enfurecida con Pablo y Galión. Demostraron que si Galión no juzgaba, ellos lo harían. La indiferencia de Galión hacia el caso contra Pablo podría ser encomiable por su imparcialidad. Sin embargo la indiferencia de Galión ante la paliza a un hombre inocente, Sóstenes, llevó la indiferencia demasiado lejos, no sólo mostrando un desprecio por el caso, sino también por las personas que presentaban el caso.

### Comentarios
El procónsul Galión, hermano del filósofo estoico Séneca, comenzó a gobernar Acaya, cuya capital era Corinto, en julio del año 51 d. C., según una inscripción encontrada en Delfos a comienzos del siglo XX. La comparecencia del apóstol Pablo ante Galión, que ocurrió hacia finales de ese mismo año, es uno de los puntos más firmes en la cronología de la vida de Pablo. Sóstenes, mencionado en Hechos 18:17, parece haber sido un simpatizante de los cristianos y sufrió persecución. Algunos estudiosos sugieren que podría ser el mismo Sóstenes que aparece como colaborador de Pablo en la primera carta a los corintios.

## Vuelta a la base (versículos 18-23)
En algún momento, después de una larga y exitosa misión en Corinto, Pablo decide regresar a su base en Siria.

### Versículo 18

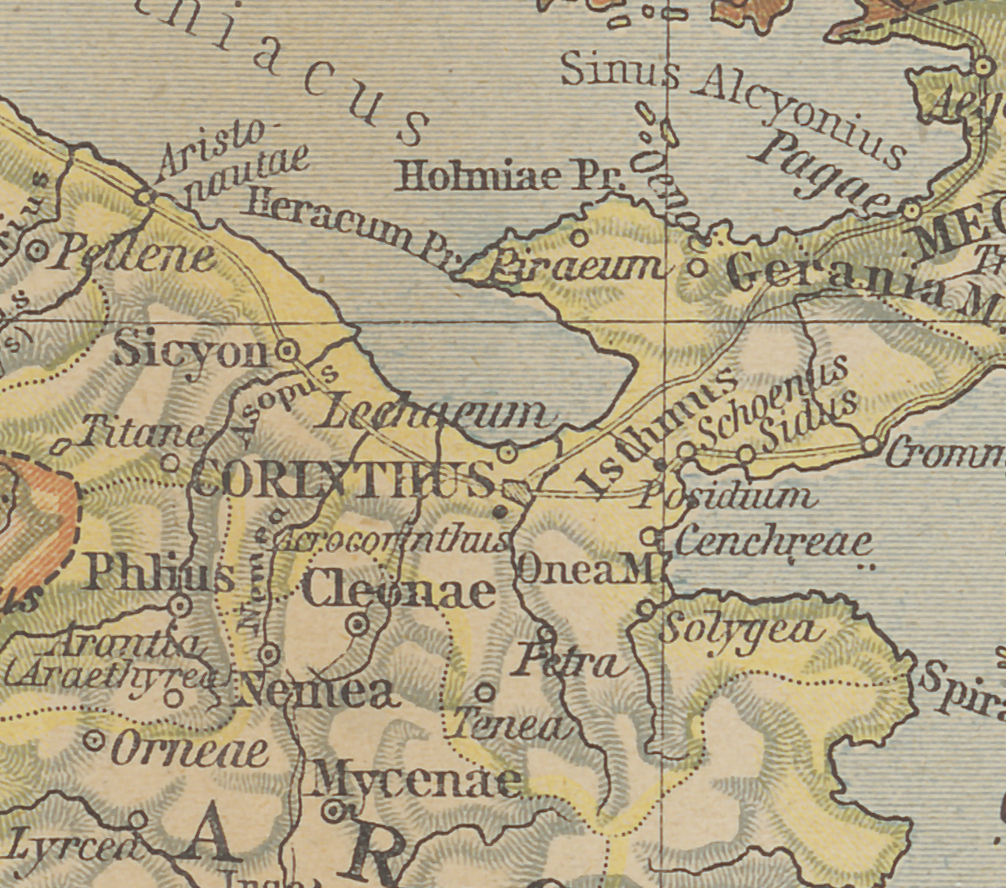
Mapa que muestra los antiguos puertos (subrayados en rojo) de Corinto (Corinthus): Lechaeum (Lechaion) y Cenchreae (Cencrea)

Pablo permaneció aún un buen rato. Luego se despidió de los hermanos y se embarcó para Siria, y Priscila y Aquila estaban con él. Se hizo cortar el cabello en Cencrea, porque había hecho un voto.
Matthew Henry argumentó que el texto original es ambiguo en cuanto a quién se cortó el cabello, pudo haber sido Aquila o Pablo. El voto era probablemente un voto nazareo con el corte de pelo significando la finalización del período del voto.
- «Céncreas» en el lado este del istmo era uno de los dos puertos de Corinto. Se utilizaba para los viajes por mar hacia el este a través del golfo Sarónico. El otro puerto, Lequeo en el Golfo corintio, servía a las rutas comerciales que conducían al oeste (a Italia y más allá).[39] En la Epístola a los Romanos se menciona que allí había una iglesia, de la que Febe era diácono y patrona (Romanos 16:1-2).[10]

### Comentarios
Pablo llega por primera vez a Éfeso, la capital de la provincia romana de Asia, que contaba con unos 200 000 habitantes y era una de las ciudades más importantes del Imperio. Entre sus monumentos, destacaba el templo de Artemisa (Diana), considerado una de las maravillas del mundo antiguo. El teatro de la ciudad tenía capacidad para 23 000 personas. Aunque en este viaje Pablo permanece poco tiempo en Éfeso, en su siguiente visita esta ciudad será el centro de su misión. El voto mencionado en el versículo 18 probablemente sea el de «nazir», un consagrado a Dios según el libro de Números, que incluía no cortarse el cabello y abstenerse de bebidas fermentadas. Aunque el texto griego no es claro sobre si fue Pablo o Aquila quien hizo este voto, los comentaristas piensan que fue Pablo.

## Interludio: Apolos en Corinto (versículos 24-28)
En un interludio, Lucas ofrece una rara visión de Apolos, un judío alejandrino, un misionero independiente que trabaja dentro de la casi exclusiva esfera paulina. Apolos es miembro de una de las comunidades judías más grandes del mundo antiguo, con una compleja y bien establecida tradición de hermenéutica filosófica de la que Filón es el defensor más conocido (cf. 1 Corintios 1:12; 3:4-9; 4:6; 16:12). Tal vez porque muestra algo de la «sabiduría» de la que carece Pablo, Apolos ha ganado seguidores dentro de la iglesia corintia. Apolos recibió una instrucción suficientemente cristiana (katechesis) como para hablar del 'camino del Señor' (versículo 25), pero se queda corto ante el 'bautismo de Juan' (Hechos 19:3). Es de suponer que Priscila y Aquila escucharon a Apolos en la sinagoga y luego le proporcionaron cualquier instrucción adicional que fuera necesaria (versículo 26).

### Versículo 26
Y comenzó a hablar con denuedo en la sinagoga; y cuando Aquila y Priscila lo oyeron, lo llevaron consigo y le expusieron más perfectamente el camino de Dios.'
- «Más perfectamente»: traducido del griego ἀκριβέστερον, akribesteron, «más exactamente».[44]

### Comentarios
El episodio es un magnífico ejemplo del afán apostólico de Aquila y Priscila. El motivo se repite, de una u otra manera, en los primeros escritos cristianos:

Por mi parte a ellos [judíos y herejes] como a vosotros, pongo todo mi empeño en sacarlos del error, sabiendo que todo el que pudiendo decir la verdad no la dice, será juzgado por Dios.

Las consecuencias que se derivan de ese celo apostólico son muy significativas, ya que Apolo resultó ser un vibrante predicador:

En la mente de ese hombre ya se había insinuado la luz de Cristo: había oído hablar de Él, y lo anuncia a los otros. Pero aún le quedaba un poco de camino, para informarse más, alcanzar del todo la fe, y amar de veras al Señor. Escucha su conversación un matrimonio, Aquila y Priscila, los dos cristianos, y no permanecen inactivos e indiferentes. No se les ocurre pensar: éste ya sabe bastante, nadie nos llama a darle lecciones. Como eran almas con auténtica preocupación apostólica, se acercaron a Apolo, se lo llevaron consigo y le instruyeron más a fondo en la doctrina del Señor.